# شهرستان کوسینسکی
شهرستان کوسینسکی (به لاتین: Kusinsky District) یک شهرستان در روسیه است که در استان چلیابینسک واقع شده‌است.